# Martinapis occidentalis
Martinapis occidentalis là một loài Hymenoptera trong họ Apidae. Loài này được Zavortink & LaBerge mô tả khoa học năm 1976.